# Cécile Caulier
Cécile Caulier, née le 7 septembre 1929 à Luçon et morte le 5 avril 2009 aux Sables-d'Olonne, est une auteure-compositrice française de variété des années 1960 et 1970. Elle est entrée au répertoire de la chanson française par sa composition, interprétée en 1964 par Françoise Hardy, du titre Mon amie la rose.
Poétesse pacifiste, voire mystique, elle s'est consacrée principalement à la chanson pour enfants. Ses textes figurent depuis 2003 dans les manuels scolaires.

## Biographie

### Vocation
Cécile Caulier, de son vrai nom Bernadette Marie Thérèse Faucher, est née en Vendée, à Luçon le 7 septembre 1929.
De son enfance à Luçon, capitale du Bas Poitou, dans une famille catholique, elle hérite d'une morale et d'une foi qui ne cesseront de se ressentir discrètement à travers ses écrits. De onze à quatorze ans, c'est-à-dire durant les dernières années de la Seconde Guerre mondiale, elle découvre les activités artistiques et se passionne pour l'animation en direction de l'enfance au sein du mouvement des Jeannettes où elle monte et fait les décors d'un Cendrillon pour les plus petites. À la Libération, elle poursuit sa scolarité secondaire à Angoulême.
Au début des années soixante, mariée à Jean Raymond Caulier (1925-2019), amateur de jazz, mère d'un petit Laurent et d'un petit Germain, elle habite toujours sa ville natale, en Vendée, et, n'envisageant pas de chanter elle-même, se rend régulièrement à Paris pour essayer de vendre ses chansons à des interprètes.
C'est l'époque où émerge le mouvement yéyé. Elle est sollicitée pour mettre des paroles sur une musique d'Hugues Aufray, que, finalement, le chanteur n'inscrit pas à son répertoire. L'enfant aux papillons sera reprise en 1968 par Sylvie Vartan sur une  musique composée par Jean Renard.
À trente et un an, Cécile Caulier se résout à s'inscrire au Petit Conservatoire de la chanson que dirige, à Paris, Mireille. Elle y rencontre, en 1962, Françoise Hardy, qui remarque sa chanson Mon amie la rose. Elle retrouve cette camarade quand, en novembre 1963, celle-ci se produit à l'Olympia;  sa chanson est choisie, malgré les réticences du directeur artistique Jacques Wolfsohn, pour faire le titre du prochain disque de celle qui est, déjà, une vedette. Le maxi 45 tours Mon amie la rose sort en mars 1964.

### Carrière contrariée
Parallèlement, elle est spoliée des droits d'auteur que lui reconnaît la SACEM sur une chanson, dont elle a écrit les paroles, par un compositeur influent, auquel elle intente un procès qu'elle ne gagnera qu'au terme d'années éprouvantes, le 11 janvier 1968.
Reconnaissante, Françoise Hardy lui apporte son soutien dans la production d'un premier disque, un super 45 tours de quatre chansons orchestrées par Léo Petit, qui sort en 1967, mais sera le dernier.
Entre 1968 et 1974, Cécile Caulier réussit à placer huit chansons auprès de grandes vedettes, tels Marie Laforêt et Éric Charden, mais la naïveté de ses textes lui vaut quelques revers, malgré les encouragements de, notamment, Claude François et Charles Aznavour.
En 1977, Michel Drucker l'auditionne pour son émission télévisée Les Rendez-vous du dimanche, mais elle n'est pas prête et manque là «la chance» qui lui a été donnée. S'ensuit une traversée du désert de plusieurs années, avant même qu'elle n'ait pu accéder à la notoriété.

### Animatrice de spectacle
À la fin des années 1980, elle élabore un spectacle d'une heure pour enfants, Les Rêves merveilleux de Marie Libellule, qu'elle propose dans les écoles.
Elle y rassemble la plus grande part de sa création et, accompagnée au piano et au synthétiseur, chante ses compositions en entrainant les enfants dans une gestuelle dramatique. À l'automne 1990, le succès la conduit jusque dans une tournée québécoise.
La scène finale, où les enfants qui le peuvent sont appelés à donner la pièce de dix francs préparée pour ce moment, ayant été une fois dénoncée dans un établissement de la proche banlieue, elle se décourage et abandonne son spectacle.

### Retraite
En 1996, elle conteste auprès de la SACEM le partage de la propriété sur la musique de sa chanson Mon amie la rose aux héritiers de Jacques Lacome d'Extalenx, compositeur déclaré qui n'était en fait que l'arrangeur au piano.
En 1999, elle tente, par voie légale, d'en récupérer auprès de Virgin la totalité des droits d'auteur.
En 2000, elle tâche, en vain, d'engager un procès pour récupérer des dividendes sur la diffusion de la même chanson, que l'année précédente la chanteuse Natacha Atlas a rendue célèbre aux États-Unis et qui, en mars, a remporté, au Zénith de Paris, une Victoire de la musique pour une réinterprétation orientalisante et « métissée » de ce titre. Oubliée de ce succès renouvelé, tenue à l'écart de la presse et de la télévision, elle vit alors seule dans un petit studio à Paris. En proie à un sentiment de cabale et de persécutions qu'elle identifie comme étant orchestrées depuis 1964 par une seule et même personne, elle intente, à la suite d'un projet télévisuel avorté, un autre procès, qu'elle perd en appel le 14 décembre 2001.
Souffrant d'hypertension et, depuis août 2001, de myoclonies consécutives à une ischémie corticale, elle est hospitalisée quelques mois dans le service de neurologie du Centre hospitalier des Sables-d'Olonne, séjour au cours duquel elle a, tel Rimbaud, une expérience hallucinatoire et « vois les yeux fermés ».
Elle meurt huit ans plus tard, le 5 avril 2009 à 79 ans, aux Sables-d'Olonne, grand-mère de trois petits-enfants. Elle est enterrée le mardi 7 avril 2009 après un office funèbre tenu en la cathédrale de Luçon.

## Œuvre de variété

### Paroles et musiques
- Françoise Hardy, musique J. Lacome & C. Caulier, Mon amie la rose, Alpha - Bagatelle, Paris, 1964,

reprise Natacha Atlas, 1999,
reprise C. Clément, 2014.
- C. Caulier, La pêche aux étoiles, French Music, Paris, 1967.

### Paroles
- sur une musique d'O. Bloch-Lainé, Les fraises des bois, 1967.
- sur une musique Léo Petit, Un jeune bateau, 1967.
- Sylvie Vartan, musique J. Renard, L'enfant aux papillons, Agence musicale internationale, Paris, 1968.
- Sylvie Vartan, musique Jimmy  Walter, Un p'tit peu beaucoup, Les 3 R, Paris, 1968.
- Marie Laforêt, musique A. Popp, La valse des petits chiens blancs, Éditions musicales Igloo, Paris, 1968.
- Lianella Virgili, musique Paul  Mauriat, Chaque soir une rose, trad. Un sogno senza età, F. Day, Paris, 1970.
- Claude François, musique Saint-Preux, Ne pars pas, 1970.
- Avec Henri Lemarchand, Claude François, musique Jay Livingston, Quand rien ne va plus, France Mélodie, Paris, 1970.
- E. Charden, musique Guy Bontempelli, Je te ferai un garçon, 1974.

### Traduction
- Hal David, musique Burt Bacharach, Je n'aimerai plus jamais, Rondor music.

interprétée par Liliane Saint-Pierre, 1970.

### Chansons non produites
- Un rire d'enfant, musique de F. Lai, 1966[° 3].

Ecrite pour le film de Nadine Trintignant Mon amour, mon amour, refusée par le producteur.
- La mer sauvage, Ch. Aznavour éd., Paris, 1967.
- Déshabillé de perles, musique G. Yared, 1968[° 4].
- Dans un champ de roses, musique J. M. Arnaud, Sunny music, Paris, 1969.

## Œuvre inédite

### Chansons déposées
- Ma Côte d'Ivoire.
- La Saint Valentin.
- Beaux de passion[° 5].
- Tant t'embrasser.
- Amoureuse de lui.
- Ne pleure pas, le Ciel.[° 6], 1999.

Contre la guerre d'Algérie.
- Cocktail d'enfer.
- Tu es, donc je suis.[° 7]
- A faire rire l'enfer.
- Cœur écarlate[° 8].
- Retrouver mes vingt ans.
- Deux étoiles bleues.
- Que je suis heureuse[° 9].
- Jardin rose au ciel 2000.
- De l'eau pure.
- Père Noël, jardin rose au ciel.
- Ma folie t'adore.
- Le bureau aux trésors.
- L'éternité étoilée.
- Ballade pour un pleur, musique J. M. Arnaud.

### Chansons inédites
- Sénior Rodrigo.
- La marée bleue[° 10], 1978.

Dénonce la marée noire de l'Amoco Cadiz.
- J'envole les oiseaux, 1993[° 11].
- Le doux sourire de Diana[° 12], 1997.

Evoquant Dodi Al-Fayed, la chanson a été censurée.
- L'orage au corps[° 13].
- Parfum d'amour nuit bleue, musique de Bruno Wittmayer[° 14].
- En regardant mon cœur d'enfant, novembre 2001[° 2].

### Hymnes
- Le Triomphant, 1966[° 15].
- Danse de la paix.
- Pourquoi la France.
- Espoir et paix, musique de La Marseillaise de C. Rouget de Lisle[° 16], 1995.

### Musiques sans paroles
- Devenir un homme.
- Rêve de neige.
- Rêve du bout du monde.

## Marie Libellule

### Dessin animé
Les rêves d'amour fou de Marie Libellule, SFP, Paris, 1979.
Sept épisodes illustrés chacun d'une chanson, seul le premier ayant été réalisé.
- Marie Libellule[° 17], 26 min. (...)

### Livre comédie musicale
Les rêves d'amour fou de Marie Libellule.
Tiré du dessin animé, un guide, indiquant chansons, thèmes et personnages, a été écrit, sans trouver d'éditeur, pour faire réaliser des spectacles à la maison par les enfants.

### Spectacles pour enfants
Les Rêves merveilleux de Marie Libellule.
De son projet de livre, qui date de 1979, Cécile Caulier tire trois comédies musicales pour enfants, dont une pour les tout petits, de douze ou treize chansons chacune, autour desquelles s'insèrent des dialogues invitant à la féérie mais aussi, comme les contes traditionnels, à l'élévation morale. Cf. infra.

## Discographie
- Arrangements & direction d’orchestre L. Petit, Cécile Caulier, EP no 2215, Welp, 1967[22].

Face A : « La pêche aux étoiles »,
« La mer sauvage ».
Face B : « Les fraises des bois », 
« Un jeune bateau ».
- Les Rêves merveilleux de Marie Libellule, vol. I "Pour enfants de deux à cinq ans", Allô éd., réed. CCO2 Duplicolor.
  - Marie Libellule (version trois ans).
  - Rikiki qui rit (Petite souris).
  - Chonchon (Petit cochon).
  - Dédé, Lélé, Fanfan-Toto (Petits éléphants).
  - Le Pampam d'Alexandre (Petit ours blanc)
  - Le Petit Saïmiri.
  - La tigresse.
  - La Bergère aux nuages.
  - Mésanges bleue.
  - Le Poisson de Zoë.
  - Le Chevreuil et le chien.
  - Teuteu le canard.

- Les Rêves merveilleux de Marie Libellule, vol. II "Pour enfants de six à neuf ans", Allô éd., réed. CCO2 Duplicolor.
  - Marie Libellule (version huit ans)[° 17].
  - L'huitre perlière[° 18].
  - Les diamants d'Angéla Miss.
  - Pupu[° 19].
  - Piège pour un renard rouge.
  - L'homme et les chats.
  - Roussette et ses petits[° 20], rigaudon Sur le pont d'Avignon.
  - Le chien loup.
  - L'alezan magique.
  - Bonhomme de neige.
  - Deux fantômes blanc-lune.
  - Le José aux papillons[° 21].

- Les Rêves merveilleux de Marie Libellule, vol. III "Pour enfants de six à neuf ans", Allô éd., réed. CCO2 Duplicolor.
  - La corrida miracle[° 22].
  - La valse des petits chiens blancs, musique A. Popp.
  - Sémiramise.
  - Le clown d'Aurélie.
  - La poupée toute nue.
  - Prune merveille.
  - Youri Gagarine[° 23].
  - Mon gentil Baptiste[° 1].
  - La sirène d'argent.
  - L'âne de Justine.
  - Ravissante Héloïse.
  - Le secret de la pigeonne du palais.
  - Mélodie pour un piano blanc, musique F. Liszt[° 24].

### Sources
1. ↑  « Bernadette Faucher », sur musee.sacem.fr (consulté le 14 septembre 2019).
2. ↑  V. Mortaigne, « Culture », in Le Monde, 6 février 1999.
3. ↑  B. Wittmayer, 19 décembre « Jeudi 19 décembre », in Cécile Caulier, Free.fr, Paris, [s.d.]
4. ↑  Français niveau 3 CM2 - Guide pédagogique, p. 78, Hatier international, Paris, 2009  (ISBN 978-2-7473-0578-5)
5. 1 2 3  B. Wittmayer, « Culture Comédie musicale », in Cécile Caulier, Free.fr, Paris, [s.d.]
6. 1 2  B. Wittmayer, avril 2004 « 25 avril 2004 », in Cécile Caulier, Free.fr, Paris, [s.d.]
7. ↑  B. Cachin, « L'enfant aux papillons », in Le dictionnaire des chansons de Sylvie Vartan, Tournon, Paris, 2005.
8. ↑  Mireille & F. Hardy, « Françoise HARDY à propos de "Mon amie la rose". », in En attendant leur carrosse, ORTF, Paris, 14 août 1965.
9. 1 2  B. Wittmayer, « Création Dessins animés », in Cécile Caulier, Free.fr, Paris, [s.d.]
10. 1 2 3 4 5  B. Wittmayer, « On m'assassine », in Cécile Caulier, Free.fr, Paris, [s.d.]
11. ↑  B. Wittmayer, « Écoles », in Cécile Caulier, Free.fr, Paris, [s.d.]
12. 1 2  B. Wittmayer, « Spectacle jeune public », in Cécile Caulier, Free.fr, Paris, [s.d.]
13. ↑  B. Wittmayer, « Références du Canada », in Cécile Caulier, Free.fr, Paris, [s.d.]
14. 1 2 3 4 5 6  B. Wittmayer, 99 « Du nouveau », in Cécile Caulier, Free.fr, Paris, [s.d.]
15. ↑  « Une victoire pour la vendéenne Cécile Caulier », in Ouest-France, p. 1, lundi 13 mars 2000.
16. ↑  P. Y. Le Priol, in La Croix, lundi 13 mars 2000.
17. ↑  Ph. Ecalle, in Ouest-France, samedi 18 mars.
18. ↑  B. Wittmayer, « En 2000 "Les Victoires de la musique" », in Cécile Caulier, Free.fr, Paris, [s.d.]
19. ↑  Insee, « Fichier des personnes décédées », sur data.gouv.fr, décembre 2019 (consulté le 29 décembre 2019).
20. ↑  B. Wittmayer, « Chansons », in Cécile Caulier, Free.fr, Paris, [s.d.]
21. ↑  Th. Piet, Faire part, Haut et fort, 9 avril 2009.
22. ↑  « La pêche aux étoiles », in Encyclopédisque, [s.d.]